# New Year's Revolution (2024)
Le New Year's Revolution 2024 (commercialisé sous le nom de SmackDown: New Year's Revolution ) était le quatrième événement de lutte professionnelle titulé New Year's Revolution produit par la WWE, et le premier à être diffusé sous forme d'émission spéciale télévisée de la division SmackDown. L'événement a eu lieu le 5 janvier 2024 à la Rogers Arena de Vancouver, Colombie-Britannique, Canada, et a été diffusé dans un épisode spécial de Friday Night SmackDown sur Fox. L'émission a conclu la programmation d'une semaine d'émissions sur le thème du Nouvel An de la WWE appelée New Year's Knockout Week. New Year's Revolution était auparavant organisé en tant qu'événement à la carte exclusif à la division Raw de 2005 à 2007, faisant de l'évènement 2024 le premier New Year's Revolution de marque SmackDown ainsi que le premier à être diffusé sur n'importe quel média depuis l' événement de 2007 ; une série de huit émissions WWE Live intitulée New Year's Revolution Tour a eu lieu début 2020, mais il s'agissait d'événements non télévisés communs aux deux rosters.
Quatre matchs ont été diffusés en direct. Un match triple menace entre Randy Orton, LA Knight et AJ Styles a servi de Main Event pour déterminer le prétendant numéro 1 au championnat universel incontesté de la WWE de Roman Reigns au Royal Rumble ; le match s'est terminé par un no-contest après que Bloodline, la faction du tenant du titre, ait attaqué les trois concurrents. Un autre combat de la carte vit Iyo Sky battre "Michin" Mia Yim pour conserver le titre féminin de la WWE. Tyler Bate, lors de ses débuts à SmackDown, fit équipe avec Butch (British Strong Style), vaincre Pretty Deadly dans un match par équipe, tandis que Kevin Owens a battu Santos Escobar en finale du tournoi des prétendants au championnat des États-Unis en vue de défier l'actuel tenant du titre, le streamer américain Logan Paul. SmackDown : New Year's Revolution marque également le retour des Authors of Pain ; dont la dernière apparition télévisée à la WWE remonte à mars 2020, pour une éviction en septembre de la même année.

## Production

### Background

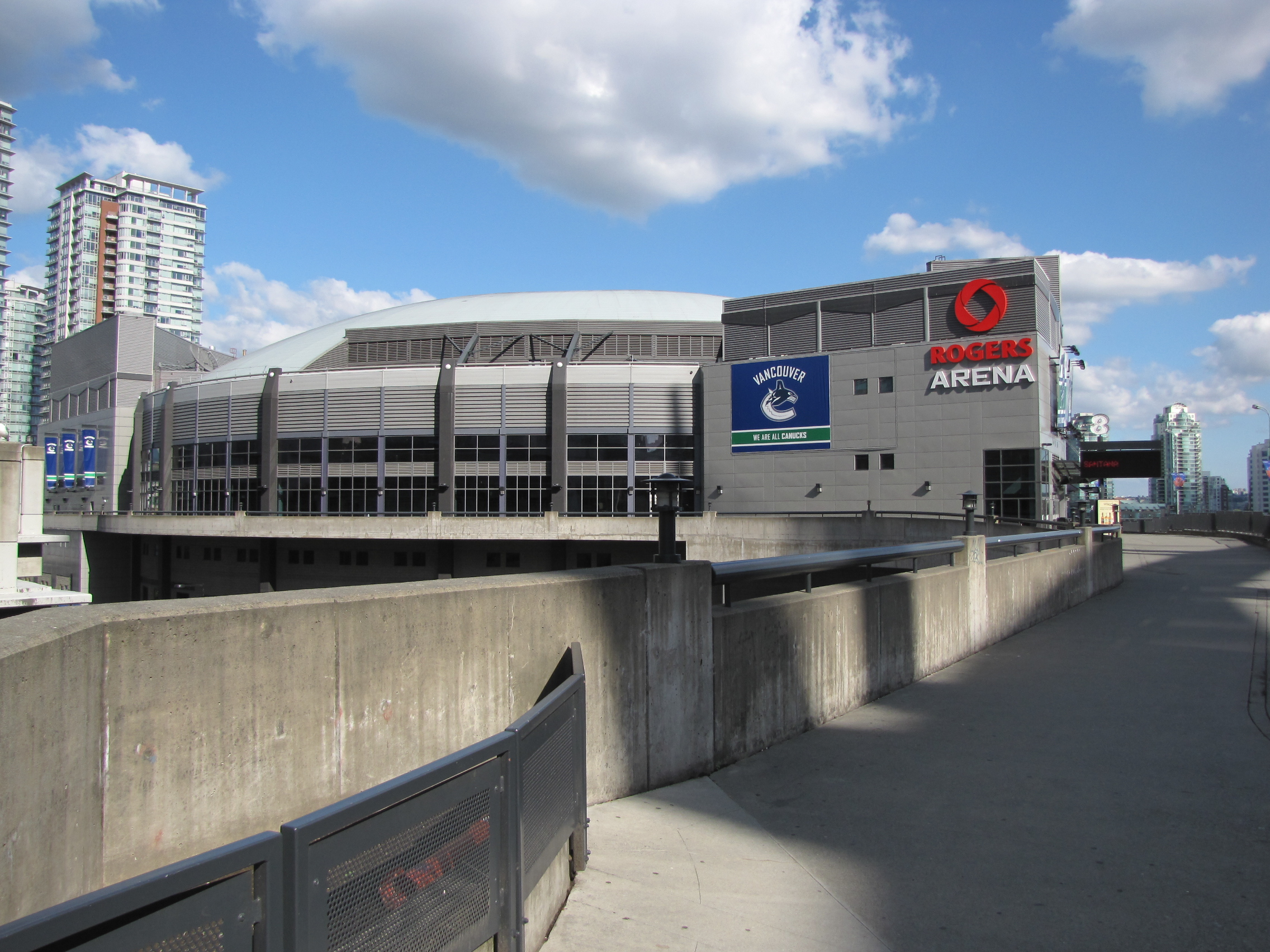
L'événement a eu lieu au Rogers Arena de Vancouver, Colombie-Britannique, Canada.

De 2005 à 2007, la WWE a organisé début janvier un événement annuel à la carte (PPV) intitulé New Year's Revolution, organisé exclusivement pour les lutteurs de la division Raw de la promotion. Le nom de l'événement était un jeu de mots sur la tradition occidentale des résolutions du Nouvel An. Il a ensuite été interrompu car, après WrestleMania 23 en avril 2007, la WWE a cessé de produire des PPV exclusifs à l'une ou l'autre de ses deux divisions, réduisant ainsi le nombre d'évènements organisés par an. L' événement de 2007 serait à son tour la dernière révolution du Nouvel An à diffuser sur n'importe quel média, car bien que la WWE ait relancé le nom d'une série de huit émissions WWE Live au début de 2020 intitulée New Year's Revolution Tour, il s'agissait d'événements non télévisés.
Lors de l'épisode du 22 décembre 2023 de Friday Night SmackDown, le directeur général de la marque , Nick Aldis, a annoncé la relance de New Year's Revolution. Il devait se dérouler sous forme d' épisode spécial de SmackDown le 5 janvier 2024 à Vancouver, Colombie-Britannique, Canada et diffusé sur Fox. Cela a à son tour marqué la première révolution du Nouvel An de marque SmackDown, la première à être diffusée en tant qu'émission spéciale télévisée et la quatrième au total à être diffusée sur n'importe quelle chaîne de radiodiffusion. L'émission a également conclu la programmation d'une semaine d'émissions de la WWE sur le thème du Nouvel An appelée New Year's Knockout Week, qui comprenait Raw : Day 1 et NXT: New Year's Evil.

### Storylines
L'événement comprenait quatre combats résultant de scénarios scénarisés, aux résultats prédéterminés par les auteurs de la WWE de la marque SmackDown,, et diffusés dans l'émission télévisée hebdomadaire de la WWE, Friday Night SmackDown  :
- Dans l'épisode de SmackDown du 17 novembre 2023, Zelina Vega et "Michin" Mia Yim ont été attaquées par le clan Damage CTRL (Bayley, Iyo Sky, Dakota Kai, Asuka et Kairi Sane ) après avoir parlé à Bianca Belair, qui tentait de trouver un quatrième membre pour son équipe en vue du combat WarGames féminin lors de l'évènement Survivor Series: WarGames[8]. Trois semaines plus tard, tandis qu'Asuka affrontait Charlotte Flair sur le ring, Vega, Yim, Belair et Shotzi ont attaqué en vestiaires le reste du clan de la japonaise. Deux semaines plus tard, l'équipe de Belair a battu Damage CTRL dans un match Holiday Havoc, où Yim a effectué le tombé sur Sky, lui accordant ainsi un match contre Sky pour le championnat féminin de la WWE à New Year's Revolution.
- Lors de l'évènement WWE Crown Jewel le 4 novembre 2023, Logan Paul a remporté le Championnat des États-Unis[9]. Paul a fait sa première apparition en tant que champion lors de l'épisode du 1er décembre de SmackDown où il a annoncé que son premier challenger serait déterminé par un tournoi[10]. Kevin Owens et Santos Escobar ont remporté leurs tranches de tournoi respectives, et lors de l'épisode du 22 décembre, il a été annoncé que la finale du tournoi entre les deux aurait lieu à New Year's Revolution, le vainqueur affrontant Logan Paul pour le titre lors du Royal Rumble 2024.
- Avant de faire une pause en mai 2022 en raison d'une blessure au dos, Randy Orton était en rivalité avec The Bloodline ( Roman Reigns, Jey Uso et Jimmy Uso )[11]. À Crown Jewel le 4 novembre 2023, Roman Reigns a battu LA Knight pour conserver le championnat universel incontesté de la WWE après une interférence de Bloodline[9]. Dans l'épisode suivant de SmackDown, Knight a déclaré qu'il n'en aura pas fini avec Bloodline jusqu'à ce qu'il prenne le titre majeur des reins de Reigns[12]. Orton est ensuite revenu à Survivor Series: WarGames plus tard ce mois-là [13], rejoignant le roster de SmackDown après avoir repoussé une attaque de Bloodline (qui avait depuis remplacé Jey Uso par Solo Sikoa) lors de l'épisode du 1er décembre de SmackDown, jura de se venger[10]. Deux semaines plus tard, le revenant AJ Styles a aidé Knight et Orton à repousser The Bloodline... avant de se retourner contre Knight. La semaine suivante, Styles a expliqué qu'il avait attaqué Knight pour avoir pris sa place dans un match par équipe à Fastlane. Après l'avoir interrompu, Orton a affirmé vouloir lui aussi un match pour le titre contre Reigns. Le directeur général de SmackDown, Nick Aldis, a du coup officialisé un combat triple menace (combat à trois en un seul tombé) lors de New Year's Revolution, combat dont le vainqueur affronterait Reigns pour le championnat universel incontesté de la WWE au Royal Rumble.
- Le 24 novembre 2023, épisode de SmackDown, lors d'un match par équipe entre les Brawling Brutes ( Butch et Ridge Holland ) et Pretty Deadly ( Elton Prince et Kit Wilson ), Holland a quitté le ring en plein combat, laissant Butch à la merci de ses adversaires et coûtant la victoire à son équipe[14]. Au cours des semaines suivantes, Butch rivalisait seul avec Pretty Deadly. Dans l'épisode de SmackDown du 22 décembre, Butch a attaqué Pretty Deadly seul dans les coulisses. Nick Aldis a alors demandé à Butch de trouver un partenaire pour affronter Pretty Deadly à New Year's Revolution.

## Résultats
| Ordre par numéros                                                                         | Résultat | Stipulation(s)                                                                                                 | Temps |
| ----------------------------------------------------------------------------------------- | --- | --- | ----- |
| 1                                                                                         | Kevin Owens bat Santos Escobar                                                                                     | Finale de tournoi pour déterminer l'aspirant #1 pour le WWE United States Championship au Royal Rumble         | 16:35 |
| 2                                                                                         | Iyo Sky (c) bat Mia Yim                                                                                            | Match simple pour le WWE Women's Championship                                                                  | 10:40 |
| 3                                                                                         | British Strong Style (Butch et Tyler Bate) battent Pretty Deadly (Elton Prince and Kit Wilson)                     | Tag team match                                                                                                 | 8:34  |
| 4                                                                                         | Randy Orton contre AJ Styles contre LA Knight se termine par No-Contest à la suite d'une intervention du Bloodline | Triple Threat match pour déterminer l'aspirant #1 pour l'Undisputed WWE Universal Championship au Royal Rumble | 19:40 |
| La lettre C placée entre parenthèses désigne la personne ou l’équipe championne en titre. | | |       |

### Tournoi pour déterminer l'aspirant #1 pour le WWE United States Championship
|  | Quarts de finale      | Quarts de finale     | Quarts de finale      | Quarts de finale     |                |                | Demi-finales          | Demi-finales          | Demi-finales          | Demi-finales          |  |  | Finale                                 | Finale                                 | Finale                                 | Finale                                 |
|  |                       |                      |                       |                      |                |                |                       |                       |                       |                       |  |  |                                        |                                        |                                        |                                        |
|  | SmackDown, 8/12/2023  | SmackDown, 8/12/2023 | SmackDown, 8/12/2023  | SmackDown, 8/12/2023 |                |                | SmackDown, 22/12/2023 | SmackDown, 22/12/2023 | SmackDown, 22/12/2023 | SmackDown, 22/12/2023 |  |  | SmackDown : New Year's Revolution 2024 | SmackDown : New Year's Revolution 2024 | SmackDown : New Year's Revolution 2024 | SmackDown : New Year's Revolution 2024 |
|  | SmackDown, 8/12/2023  | SmackDown, 8/12/2023 | SmackDown, 8/12/2023  | SmackDown, 8/12/2023 |                |                | SmackDown, 22/12/2023 | SmackDown, 22/12/2023 | SmackDown, 22/12/2023 | SmackDown, 22/12/2023 |  |  | SmackDown : New Year's Revolution 2024 | SmackDown : New Year's Revolution 2024 | SmackDown : New Year's Revolution 2024 | SmackDown : New Year's Revolution 2024 |
|  | Dragon Lee            | Dragon Lee           | 9:09                  | 9:09                 |                |                | SmackDown, 22/12/2023 | SmackDown, 22/12/2023 | SmackDown, 22/12/2023 | SmackDown, 22/12/2023 |  |  | SmackDown : New Year's Revolution 2024 | SmackDown : New Year's Revolution 2024 | SmackDown : New Year's Revolution 2024 | SmackDown : New Year's Revolution 2024 |
|  | Dragon Lee            | Dragon Lee           | 9:09                  | 9:09                 |                |                | SmackDown, 22/12/2023 | SmackDown, 22/12/2023 | SmackDown, 22/12/2023 | SmackDown, 22/12/2023 |  |  | SmackDown : New Year's Revolution 2024 | SmackDown : New Year's Revolution 2024 | SmackDown : New Year's Revolution 2024 | SmackDown : New Year's Revolution 2024 |
|  | Santos Escobar        | Santos Escobar       | Pin                   | Pin                  |                |                | SmackDown, 22/12/2023 | SmackDown, 22/12/2023 | SmackDown, 22/12/2023 | SmackDown, 22/12/2023 |  |  | SmackDown : New Year's Revolution 2024 | SmackDown : New Year's Revolution 2024 | SmackDown : New Year's Revolution 2024 | SmackDown : New Year's Revolution 2024 |
|  | Santos Escobar        | Santos Escobar       | Pin                   | Pin                  | Santos Escobar | Santos Escobar | Pin                   | Pin                   |                       |                       |  |  | SmackDown : New Year's Revolution 2024 | SmackDown : New Year's Revolution 2024 | SmackDown : New Year's Revolution 2024 | SmackDown : New Year's Revolution 2024 |
|  | SmackDown, 8/12/2023  |                      |                       |                      | Santos Escobar | Santos Escobar | Pin                   | Pin                   |                       |                       |  |  | SmackDown : New Year's Revolution 2024 | SmackDown : New Year's Revolution 2024 | SmackDown : New Year's Revolution 2024 | SmackDown : New Year's Revolution 2024 |
|  |                       |                      | Bobby Lashley         | Bobby Lashley        | 8:44           | 8:44           |                       |                       |                       |                       |  |  | SmackDown : New Year's Revolution 2024 | SmackDown : New Year's Revolution 2024 | SmackDown : New Year's Revolution 2024 | SmackDown : New Year's Revolution 2024 |
|  | Bobby Lashley         | Bobby Lashley        | Bobby Lashley         | Bobby Lashley        | 8:44           | 8:44           | Pin                   | Pin                   |                       |                       |  |  | SmackDown : New Year's Revolution 2024 | SmackDown : New Year's Revolution 2024 | SmackDown : New Year's Revolution 2024 | SmackDown : New Year's Revolution 2024 |
|  | Bobby Lashley         | Bobby Lashley        | SmackDown, 22/12/2023 |                      |                |                | Pin                   | Pin                   |                       |                       |  |  | SmackDown : New Year's Revolution 2024 | SmackDown : New Year's Revolution 2024 | SmackDown : New Year's Revolution 2024 | SmackDown : New Year's Revolution 2024 |
|  | Karrion Kross         | Karrion Kross        | 9:46                  | 9:46                 |                |                |                       |                       |                       |                       |  |  | SmackDown : New Year's Revolution 2024 | SmackDown : New Year's Revolution 2024 | SmackDown : New Year's Revolution 2024 | SmackDown : New Year's Revolution 2024 |
|  | Karrion Kross         | Karrion Kross        | 9:46                  | 9:46                 | Kevin Owens    | Kevin Owens    | Pin                   | Pin                   |                       |                       |  |  |                                        |                                        |                                        |                                        |
|  | Smackdown, 15/12/2023 |                      |                       |                      | Kevin Owens    | Kevin Owens    | Pin                   | Pin                   |                       |                       |  |  |                                        |                                        |                                        |                                        |
|  |                       |                      | Santos Escobar        | Santos Escobar       | 16:35          | 16:35          |                       |                       |                       |                       |  |  |                                        |                                        |                                        |                                        |
|  | Carmelo Hayes         | Carmelo Hayes        | Santos Escobar        | Santos Escobar       | 16:35          | 16:35          | Pin                   | Pin                   |                       |                       |  |  |                                        |                                        |                                        |                                        |
|  | Carmelo Hayes         | Carmelo Hayes        |                       |                      |                |                |                       |                       |                       |                       |  |  |                                        |                                        |                                        |                                        |
|  | Grayson Waller        | Grayson Waller       | 10:22                 | 10:22                |                |                |                       |                       |                       |                       |  |  |                                        |                                        |                                        |                                        |
|  | Grayson Waller        | Grayson Waller       | 10:22                 | 10:22                | Kevin Owens    | Kevin Owens    | Pin                   | Pin                   |                       |                       |  |  |                                        |                                        |                                        |                                        |
|  | Smackdown, 15/12/2023 |                      |                       |                      | Kevin Owens    | Kevin Owens    | Pin                   | Pin                   |                       |                       |  |  |                                        |                                        |                                        |                                        |
|  |                       |                      | Carmelo Hayes         | Carmelo Hayes        | 10:04          | 10:04          |                       |                       |                       |                       |  |  |                                        |                                        |                                        |                                        |
|  | Austin Theory         | Austin Theory        | Carmelo Hayes         | Carmelo Hayes        | 10:04          | 10:04          | 13:32                 | 13:32                 |                       |                       |  |  |                                        |                                        |                                        |                                        |
|  | Austin Theory         | Austin Theory        |                       |                      |                |                |                       | 13:32                 |                       |                       |  |  |                                        |                                        |                                        |                                        |
|  | Kevin Owens           | Kevin Owens          | Pin                   | Pin                  |                |                |                       |                       |                       |                       |  |  |                                        |                                        |                                        |                                        |
|  | Kevin Owens           | Kevin Owens          | Pin                   | Pin                  |                |                |                       |                       |                       |                       |  |  |                                        |                                        |                                        |                                        |
|  |                       |                      |                       |                      |                |                |                       |                       |                       |                       |  |  |                                        |                                        |                                        |                                        |

Kevin Owens remporte le tournoi, et le droit d'affronter Logan Paul pour le titre de Champion des États-Unis lors du Royal Rumble 2024.

## Voir également
- La World Wrestling Entertainment au Canada